# ولسوالی درقد
دَرقَد یکی از ولسوالی‌های ولایت تخار در شمال خاوری افغانستان است  با جمعیت نزدیک به ۲۵۷۷۱ نفر.
درقد در شمال ولایت تخار واقع شده و با کشور تاجیکستان هم‌مرز است. ولسوالی درقد مانند جزیره‌ای واقع در میان رود آمو است.
ولسوالی درقد در ولایت تخار یگانه ولسوالی افغانستان است که در آن‌سوی دریای آمو موقعیت دارد. ساکنان این ولسوالی به‌دلیل نبود پل، با دشواری‌های زیادی مواجه‌اند. باشندگان این ولسوالی با استفاده از قایق‌های غیرمعیاری و خطرناک، از دریای آمو عبور می‌کنند و سالانه چندین تن غرق می‌شوند.
در زمین‌لرزه آبان ۱۳۹۴ (زمین‌لرزه هندوکش ۲۰۱۵) گروه طالبان از خلأ امنیتی استفاده کرده و کنترل ولسوالی درقد را در دست گرفتند.